# Olancho (tỉnh)
Olancho là một tỉnh có diện tích lớn nhất trong 18 tỉnh của Honduras, và tỉnh này còn lớn hơn quốc gia láng giềng là El Salvador, giáp biên giới với tỉnh Jinotega của Nicaragua. Tỉnh lị của nó là Juticalpa.

## Các đô thị

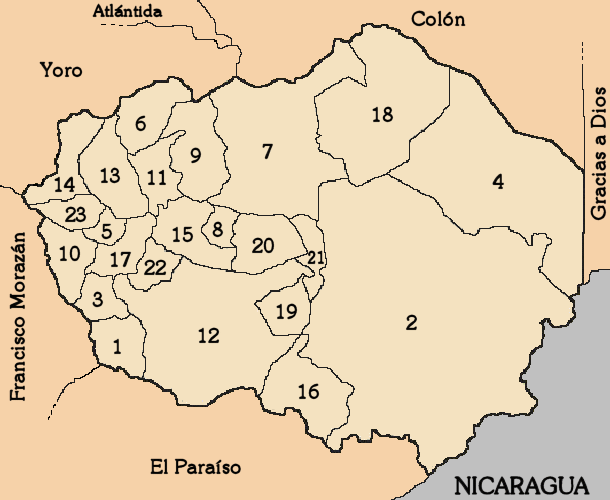
Các đô thị của tỉnh Olancho.

1. Campamento
2. Catacamas
3. Concordia
4. Dulce Nombre de Culmí
5. El Rosario
6. Esquipulas del Norte
7. Gualaco
8. Guarizama
9. Guata
10. Guayape
11. Jano
12. Juticalpa
13. La Unión
14. Mangulile
15. Manto
16. Patuca
17. Salamá
18. San Esteban
19. San Francisco de Becerra
20. San Francisco de la Paz
21. Santa Maria del Real
22. Silca
23. Yocón